# Вулиця Гетьмана Кирила Розумовського
Ву́лиця Ге́тьма́на Кири́ла Розумо́вського — вулиця у Святошинському районі міста Києва, місцевості Святошин, Академмістечко, Авіамістечко. Пролягає від Берестейського проспекту до залізниці.
Прилучаються вулиці Ореста Васкула, Депутатська, Біличанська, Серпова, Клима Чурюмова, бульвар Академіка Вернадського, Олександра Оксанченка, Бородянський провулок, вулиці Авіаконструкторська, Володимира Гапоненка, Василя Степанченка і залізниця Київ — Коростень.

## Історія
Початкова ділянка вулиці від Берестейського проспекту до Депутатської вулиці виникла під назвою Лісова на початку XX століття на території Святошинських дач. У середині XX століття відома як ланцюг вулиць: 61-ї та 258-ї Нових вулиць, які 1944 року набули назву Бородянська вулиця (на честь смт Бородянка). У 1958 році до вулиці була приєднана частина вулиці 2-га Просіка (від Берестейського проспекту до Біличанської вулиці). З 1980 року мала назву Миколи Краснова на честь радянського військового пілота-винищувача, Героя Радянського Союзу майора М. Ф. Краснова. Сучасна назва на честь гетьмана війська Запорозького Кирила Розумовського — з 2024 року.

## Зображення

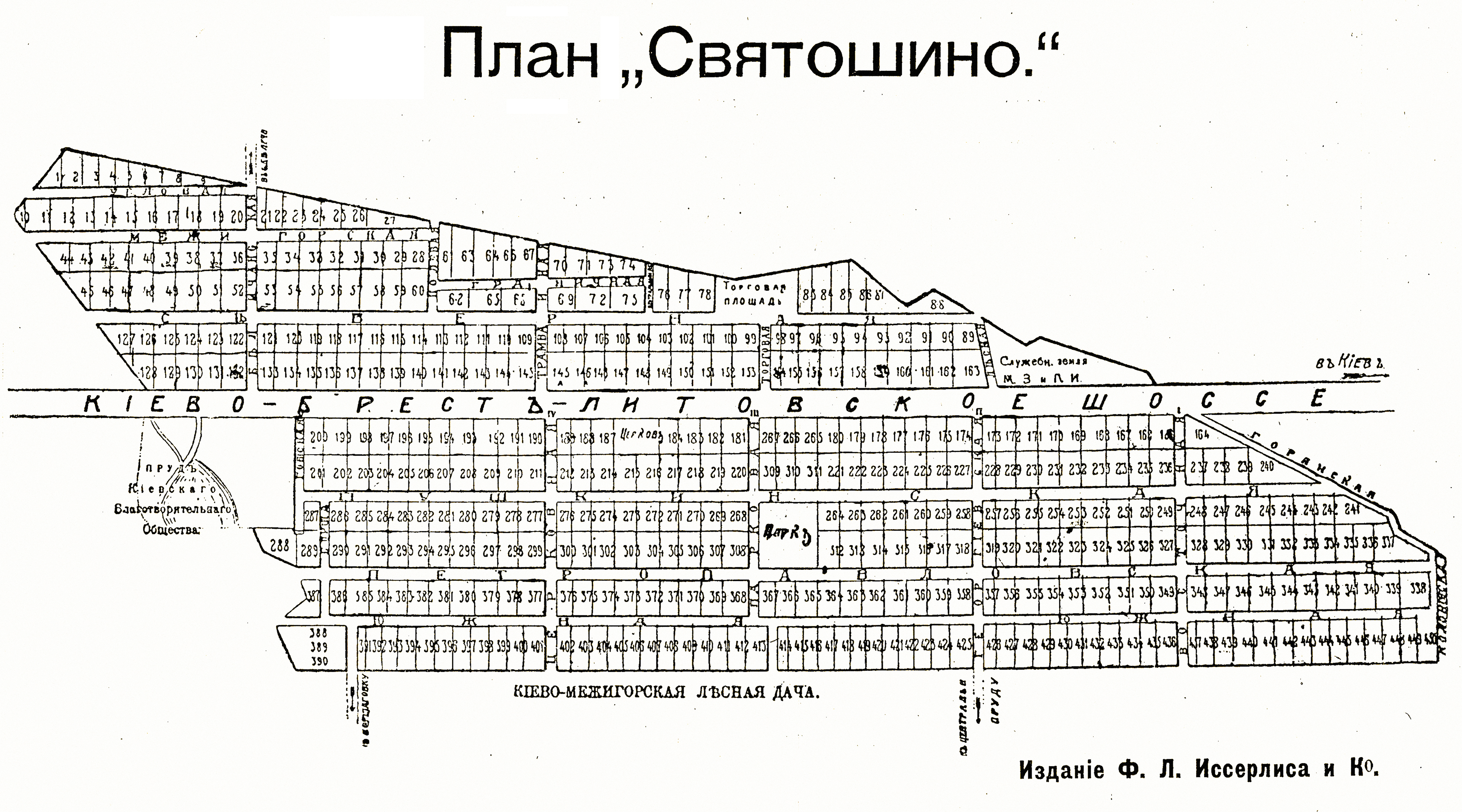
План Святошинських дач із позначенням Лісової вулиці, 1909
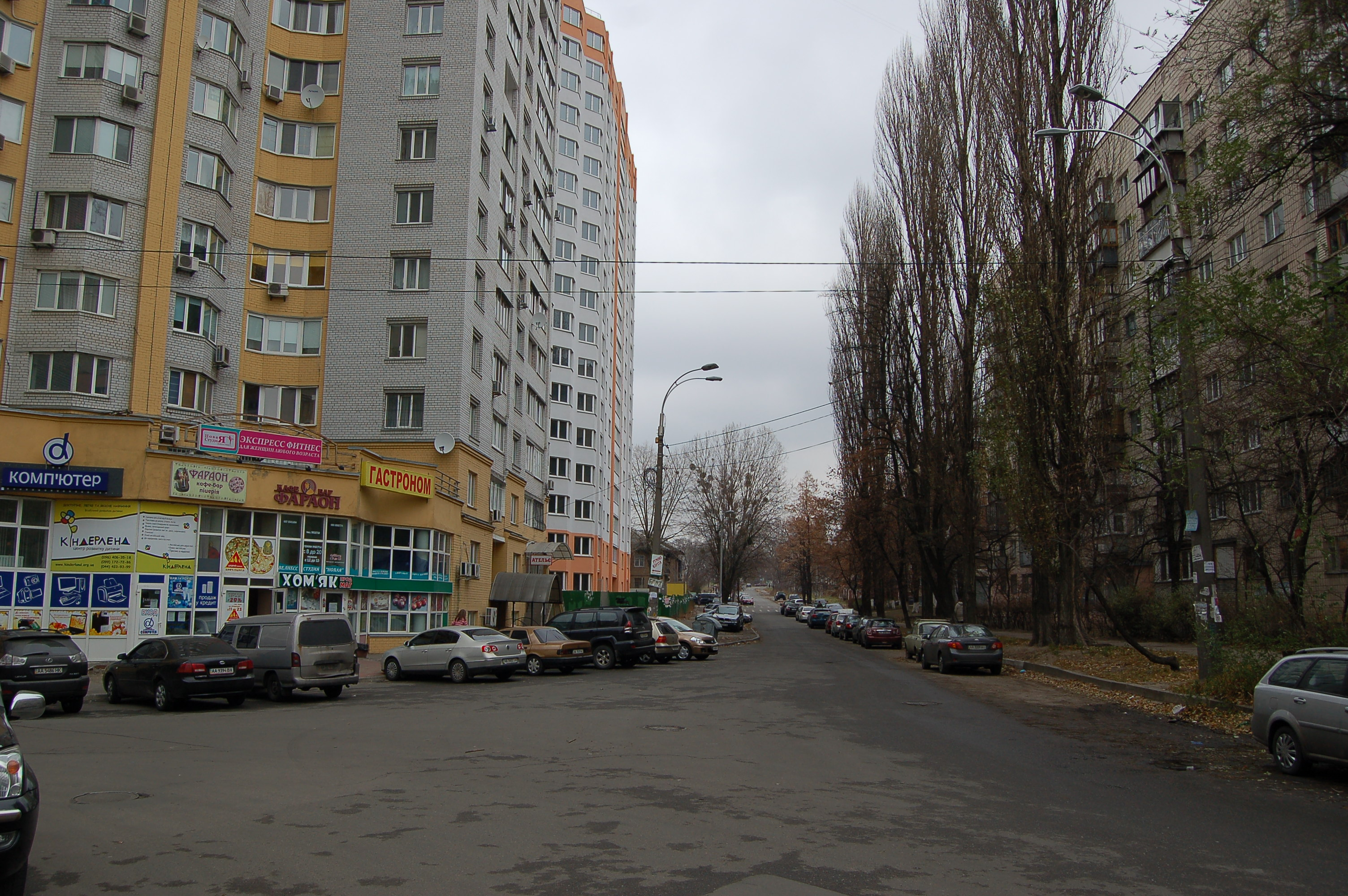
Перехрестя з Біличанською вулицею
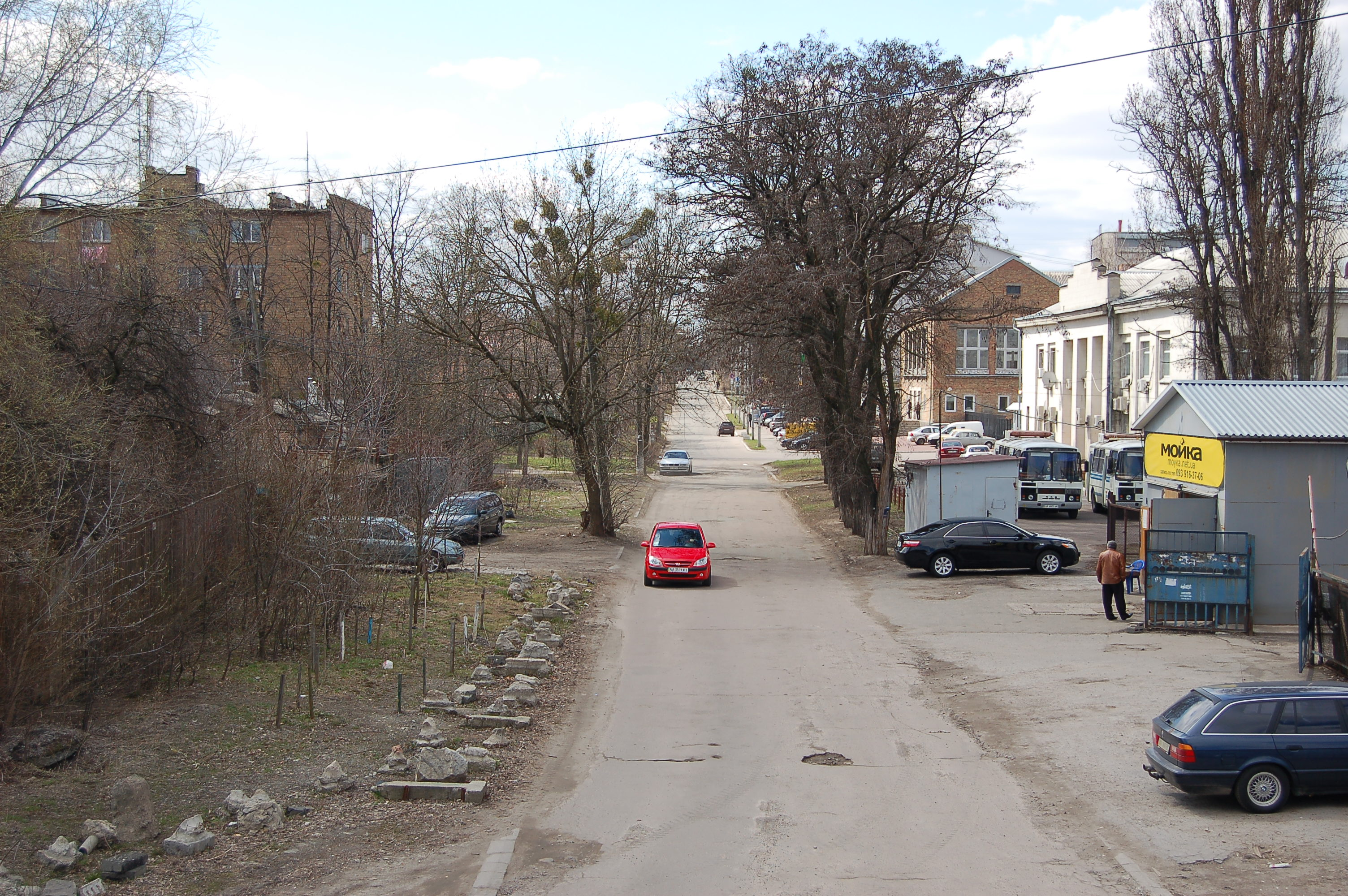
Вулиця Гетьмана Кирила Розумовського біля залізниці
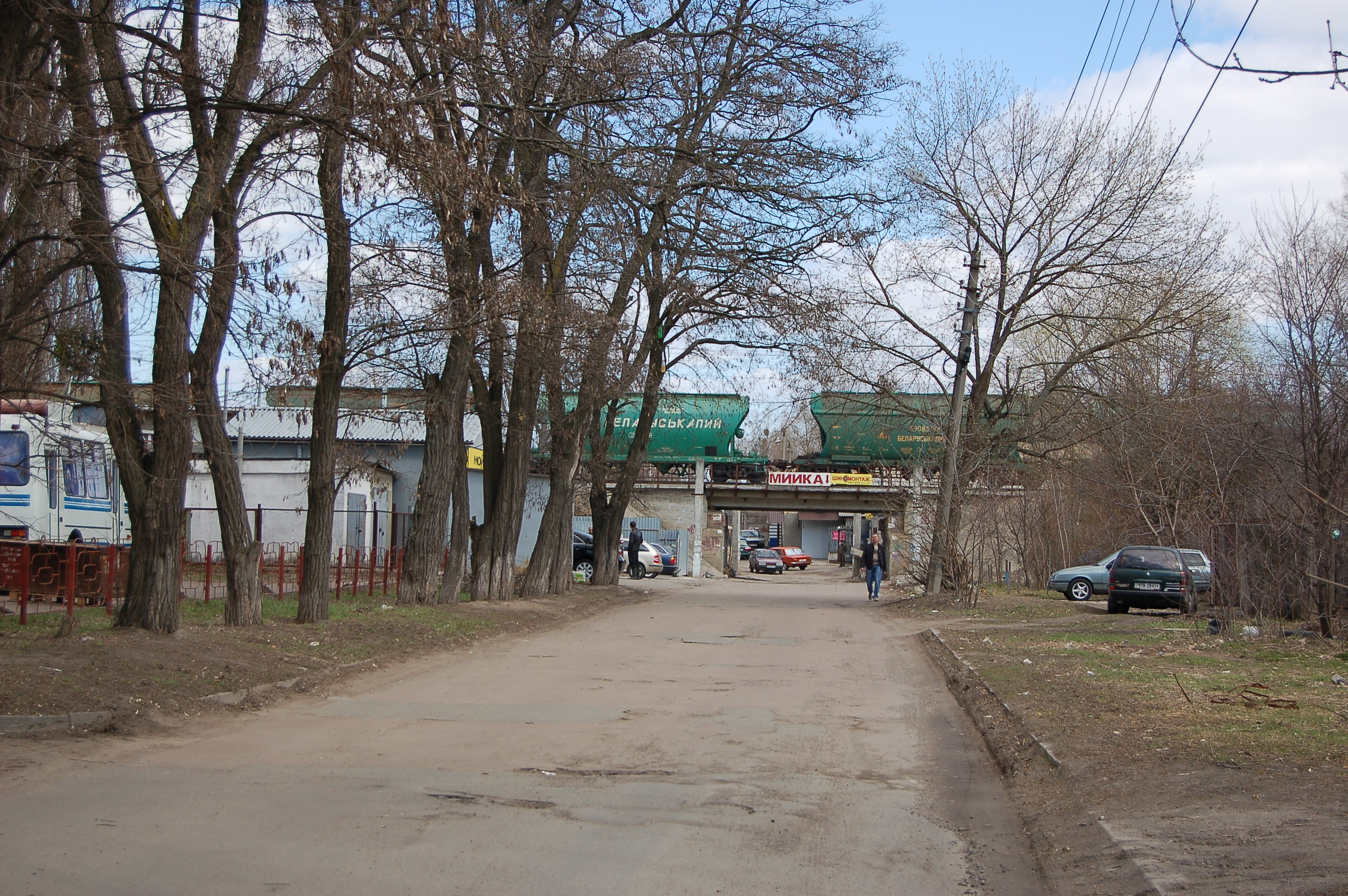
Шляхопровід біля колишньої платформи Академмістечко
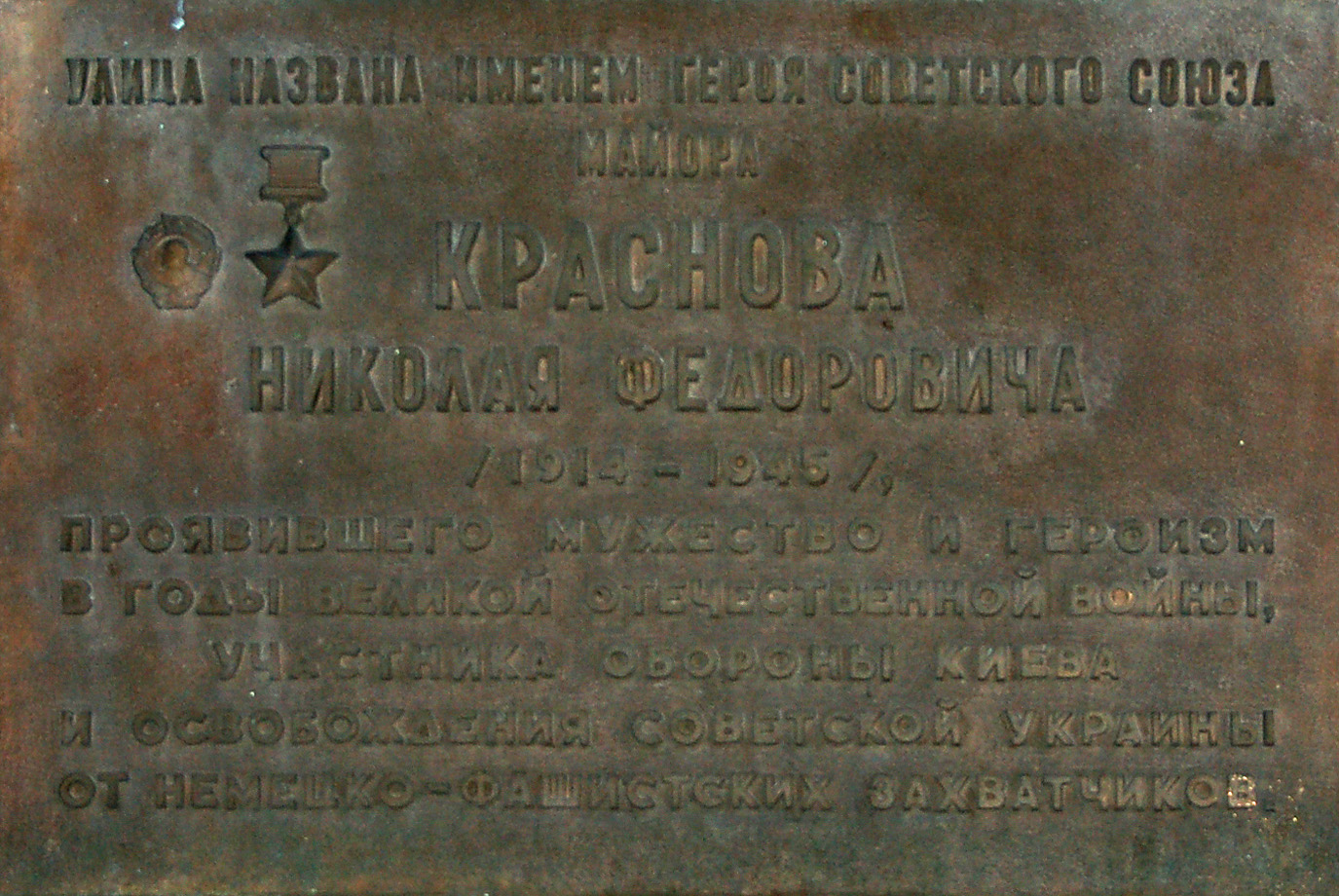
Анотаційна дошка на стіні будинку № 8 (відсутня станом на квітень 2017 року)